# Witold Lesiewicz
Witold Lesiewicz   (Białystok, 9 de setembre de 1922 - Varsòvia, 23 de març de 2012) va ser un director de cinema i guionista polonès. El 1952 es va graduar a l'Escola Nacional de Cinema de Łódź. Va dirigir 24 pel·lícules entre 1949 i 1979. Va completar el treball a la pel·lícula de 1963 Pasażerka després de la mort del director Andrzej Munk.

## Filmografia selecta
- Deserter (1958)
- Rok pierwszy (1960)
- Kwiecień (1961)
- Pasażerka (1963)
- Nieznany (1964)
- Bolesław Śmiały (1971)
- Doktór Murek (1979)